# Chitinopoma serrula
Chitinopoma serrula is een borstelworm uit de familie Serpulidae. Het lichaam van de worm bestaat uit een kop, een cilindrisch, gesegmenteerd lichaam en een staartstukje. De kop bestaat uit een prostomium (gedeelte voor de mondopening) en een peristomium (gedeelte rond de mond) en draagt gepaarde aanhangsels (palpen, antennen en cirri).
Chitinopoma serrula werd in 1854 voor het eerst wetenschappelijk beschreven door Stimpson.